# Berazategui
Berazategui là một thành phố thuộc tỉnh Buenos Aires, Argentina, nằm phía Đông Nam Quilmes. Đây là thủ phủ của Berazategui Partido. Nó cũng là một phần của Vùng đô thị Buenos Aires.
Thị trấn này còn có một biệt danh "Capital Nacional del Vidrio" (Thủ phủ của thủy tinh) do sự phát triển cao của ngành công nghiệp thủy tinh trong khu vực.

## Liên kết ngoài

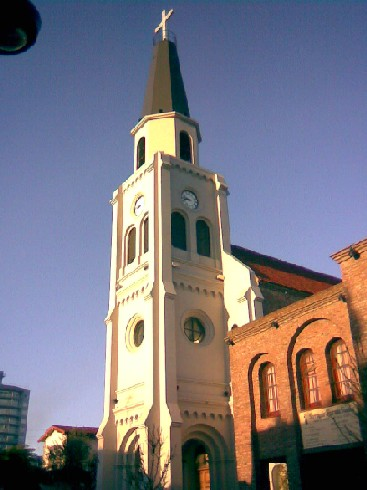
Parroquia Sagrada Familia